# José María Torre
José María Torre  (Mexikóváros, Mexikó, 1977. november 4. –) mexikói színész, divattervező.

## Élete
José María Torre 1977. november 4-én született Mexikóvárosban. Testvérei, Andrea Torre és Fátima Torre szintén színészek. 2000-ben az Első szerelem című sorozatban Bruno Baldomero szerepét játszotta. 2004-ben az Apuesta por un amorban Luis szerepét játszotta. 2012-ben a Könnyek királynője című telenovellában Edmundo Chaverót alakította.

## Filmográfia

### Telenovellák
- Dueños del Paraíso (2015) - Adán Romero
- Könnyek királynője (Corona de lágrimas) (2012-2013) - Edmundo 'Mundo' Chavero
- Duelo de pasiones (2006) - Angel Valtierra
- Apuesta por un amor (2004-2005) - Luis Pedraza
- Salomé (2001-2002) - Jose Armando Lavalle
- A betolakodó (La intrusa) (2001) - Aldo Junquera Brito
- Első szerelem (Primer amor... a mil por hora) (2000-2001) - Bruno Baldomero
- Carita de ángel (2000) - Leonel
- Mujeres engañadas (1999-2000) - Ricardo
- Vivo por Elena (1998) - Julio
- Mi pequeña traviesa (1997-1998) - Toño
- Bendita mentira (1996) - Benny
- Marisol (1996) - Dany
- Luz Clarita (1998) - Israel
- Agujetas de color de rosa (1994) - Daniel Armendáres
- Los parientes pobres (1993) - Luisito Santos
- Amor de nadie(1990) - Richi
- Yo compro esa mujer (1990) - Alejandro (gyerek)
- Un rostro en mi pasado (1990) - Roberto (gyerek)
- Mi segunda madre (1989) - Tino

### Programok
- La hora marcada (1989) .... Sebastián
- ¿Qué nos pasa? (1998)
- Mujer, casos de la vida real (1997-2003)

### Filmek
- Después de Lucia (2012) - Joaquin
- Seres: Genesis (2008) - Bernardo
- Reevolución (2007) - Miguel